# 美国国会公墓
美国国会墓园又称为美国国会公墓、华盛顿教区墓葬园，是一个历史悠久、现在仍开放的墓地，位于美国首都华盛顿特区SE区E街1801号（1801 E Street, SE, in Washington, D.C.），背靠国会山，面邻安那考斯迪亚河西岸，毗邻宾夕法尼亚大道，明堂开阔，风水甚佳，它是美国唯一的成立于南北战争前，共美国国运上乘逾二百余年，有着美国国家印记的国家级公墓。
美国国会公墓埋葬着超过六万五千个人或纪念物，这里包括许多在19世纪早期美国国家先贤和华盛顿市的缔造者。
虽然美国国会公墓属私有，但是美国政府拥有806个葬位归属于美国联邦政府退伍军人部管理。位于公墓西北方1.5英里（2.4公里）的美国国会与公墓有着深厚的历史渊源。历经两百多年，此公墓仍有墓地出售和落葬活动。公墓近DC地铁站，下Potomac Avenue站往东三个街区，或Stadium-Armory站往南两个街区。
许多在华盛顿国会任上去世的美国国会议员都埋葬于此公墓。其他的有知名大地主和投机商人，房地产商人和建筑师，印第安人外交官，华盛顿市长，南北战争老兵，和19世纪一些于政府无关联的墓葬。
据统计，这里先后曾经埋葬过美国第6任总统约翰·昆西·亚当斯，美国第9任总统威廉·亨利·哈里森，第12任美国总统扎卡里·泰勒，现在仍埋葬着一位美国副总统乔治·克林顿，一位美国最高法院法官，六位美国政府内阁部长级成员，十九位联邦参议员，七十一位联邦众议员（含一位前众议院领袖），以及美国在历次战争中牺牲的军人，还有联邦调查局第一任局长約翰·埃德加·胡佛。此公墓于1969年6月23日被列入美国国家史迹名录，并于2011年入选美国国家历史名胜。

## 著名葬礼
一些国家级和其他场面宏大葬礼曾经在此举行。这些葬礼通常有漫长的送葬队伍，由白宫或者国会山开始，沿着宾夕法尼亚大道至E街SE，后转向墓地。一部分路面由国会特别拨款为送葬设计。这些规格和制式是以后美国国葬的基础形制，比方说林肯总统和约翰肯尼迪总统的国葬。
这些葬礼包括：
- 美国副总统乔治·克林顿，1812年4月22日。送葬队伍包括美国总统詹姆斯·麦迪逊和两院议员。[7]
- 美国第9任总统威廉·亨利·哈里森，1841年。After services at the White House the procession included the new President John Tyler and former President John Quincy Adams, as well as officers and members of the Congress and the state legislature of Maryland, extending over two miles long.[8]
- 埃布尔·帕克·厄普舍（Abel Paker Upshur），美国律师、政治家，曾任美国海军部长和美国国务卿，Thomas W. Gilmer, Secretary of the Navy, Commodore Beverly Kennon, Chief of the Bureau of Construction & Equipment, David Gardiner, former Senator from New York, victims of a February 28, 1844 explosion on the USS Princeton. Virgil Maxcy, Chargé d'Affaires of the United States to Belgium was also killed in the explosion, but was buried separately in his family plot.[9]
- 美国第六任总统约翰·昆西·亚当斯，1848年2月28日下葬。[10]
- 多莉·麦迪逊，前第一夫人，1849年7月16日下葬。President Zachary Taylor and his Cabinet attended services at St. John's Church in Lafayette Square, whence the cortege proceeded to the Public Vault at the Congressional Cemetery.[11]
- 美国第12任美国总统扎卡里·泰勒，1850年7月13日下葬。Proceeding from the White House, the cortege included the new President Millard Fillmore, the Cabinet, the officers and members of both houses of Congress, numerous military units, and Taylor's favorite horse, Old Whitey.[12]